# Vinjerac - Masleničko ždrilo
Vinjerac - Masleničko ždrilo este o arie protejată (sit de importanță comunitară — SCI) din Croația întinsă pe o suprafață de 360,5 ha, integral marine.

## Localizare
Centrul sitului Vinjerac - Masleničko ždrilo este situat la coordonatele 44°15′28″N 15°28′50″E / 44.257701°N 15.48048°E.

## Înființare
Situl Vinjerac - Masleničko ždrilo a fost declarat sit de importanță comunitară în iulie 2013 pentru a proteja un număr necunoscut de specii din flora spontană și fauna sălbatică aflate în arealul zonei.

## Biodiversitate
Situată în ecoregiunea marină mediteraneană, aria protejată conține 2 habitate naturale: Peșteri marine scufundate complet sau parțial, Recifuri.
La baza desemnării sitului se află un număr nedeclarat de specii protejate.